# جداره مسافرخانه خیام
جداره مسافرخانه خیام مربوط به دوره پهلوی است و در تبریز، خیابان امام، نبش میدان قونقاباشی واقع شده و این اثر در تاریخ ۲۸ اسفند ۱۳۸۵ با شمارهٔ ثبت ۱۸۹۲۳ به‌عنوان یکی از آثار ملی ایران به ثبت رسیده است.